# فويفوكي (ياماناشي)
مدينة فويفوكي (بالإنجليزية: Fuefuki)‏ هي أحد المدن التابعة لمحافظة ياماناشي. تأسست رسميًا في 12/10/2004. ويقدر عدد سكانها بـ 71184 نسمة حسب تقدير مكتب الإحصاء الياباني لعام 2012. تبلغ مساحة فويفوكي 201.92 كم2. بكثافة سكانية تبلغ 353 نسمة/كم2.

## توأمة
لفويفوكي (ياماناشي) اتفاقيات توأمة مع:
- باد مرغنتهايم

## أعلام
- شيتشيرو فوكازاوا
- ميزوكي تسوجيمورا

## روابط خارجية
- الموقع الرسمي لمدينة فويفوكي
- مكتب الإحصاءات البريطاني